# بني أونزار (الكنزرة)
بني أونزار هي إحدى مشيخات المملكة المغربية، تتبع جغرافيا لإقليم الخميسات وإداريًا لالكنزرة. يقدر عدد سكانها بـ 3458 نسمة حسب الإحصاء الرسمي للسكان والسكنى لسنة 2004.